# American Basketball League 1930-1931
La stagione 1930-1931 della American Basketball League fu la 6ª nella storia della lega.
Vinsero il titolo i Brooklyn Visitations, al primo successo della loro storia, che ebbero la meglio 4-2 nella serie finale sui Fort Wayne Hoosiers.

## Classifiche

### Prima fase
|    | Classifica prima fase 1930-1931 | V  | P  |
| -- | ------------------------------- | -- | -- |
| 1. | Brooklyn Visitations            | 14 | 7  |
| 2. | Fort Wayne Hoosiers             | 13 | 9  |
| 3. | Rochester Centrals              | 10 | 9  |
| 4. | Toledo Red Man Tobaccos         | 8  | 13 |
| 5. | Chicago Bruins                  | 7  | 14 |
| 6. | Paterson Crescents              | 9  | 9  |
| 7. | Cleveland Rosenblums            | 6  | 6  |

- I Cleveland Rosenblums hanno abbandonato il campionato l'8 dicembre 1930
- I Paterson Crescents hanno abbandonato il campionato il 30 dicembre 1930

### Seconda fase
|    | Classifica seconda fase 1930-1931 | V  | P  |
| -- | --------------------------------- | -- | -- |
| 1. | Fort Wayne Hoosiers               | 11 | 5  |
| 2. | Chicago Bruins                    | 11 | 5  |
| 3. | Brooklyn Visitations              | 8  | 8  |
| 4. | Rochester Centrals                | 5  | 10 |
| 5. | Toledo Red Man Tobaccos           | 4  | 11 |

## Finale
Fase finale al meglio delle 7 partite.
|  | Finale               |                      |                      |    |    |    |    |    |    |   |  |
|  |                      |                      |                      |    |    |    |    |    |    |   |  |
|  | Brooklyn Visitations | Brooklyn Visitations | Brooklyn Visitations | 14 | 21 | 20 | 26 | 18 | 24 | 4 |  |
|  | Fort Wayne Hoosiers  | Fort Wayne Hoosiers  | Fort Wayne Hoosiers  | 10 | 13 | 24 | 30 | 13 | 18 | 2 |  |